# Joannes Albertus Gehlen
Joannes Albertus Gehlen (Montfort, 16 juni 1897 – Geleen, 24 april 1990) was een Nederlands ambtenaar en burgemeester.
Hij werd geboren als zoon van Johannes Gehlen (1863-1944) en Gertrudis Elisabeth Moors (1866-1954). Na het gymnasium was hij vijf jaar werkzaam bij de gemeentesecretarie van Roermond. In 1921 maakte hij de overstap naar de gemeente Geleen waar hij in 1946 gemeentesecretaris werd. In juli 1962 ging hij daar met pensioen. In mei 1969 werd de inmiddels al 71-jarige Gehlen waarnemend burgemeester van Itteren. Ruim een jaar later ging die gemeente op in de gemeente Maastricht. Gehlen overleed in 1990 op 92-jarige leeftijd.